# Eunice harassii
Eunice harassii är en ringmaskart som beskrevs av Jean Victor Audouin och Milne Edwards 1834. Eunice harassii ingår i släktet Eunice och familjen Eunicidae. Arten har ej påträffats i Sverige. Inga underarter finns listade i Catalogue of Life.